# Asesinato de Latasha Harlins
Latasha Harlins (1 de enero de 1976 – 16 de marzo de 1991) fue una adolescente afroestadounidense de 15 años que murió de un disparo por la espalda. El juicio posterior y la sentencia, polémica por leve, contribuyeron a los disturbios de Los Ángeles de 1992.
La asesina Soon Ja Du (Hangul: 두순자), coreana-estadounidense de 51 años y propietaria de una tienda, fue juzgada, condenada por homicidio voluntario y sentenciada a 10 años de prisión. Pero la jueza Joyce Karlin suspendió la sentencia: Du quedó en libertad condicional por cinco años, condenada a 400 horas de servicio comunitario, pagar una indemnización de US$500 y cubrir los gastos funerarios.
Se considera que el impune asesinato de Harlins, grabado en imágenes de seguridad, ocasionaron el ataque a Koreatown durante los mencionados disturbios.

## Biografía
Nació el año de 1976 en East St. Louis, Illinois, hija de Crystal Harlins y Sylvester Acoff. Era la mayor de tres hermanos, teniendo un hermano menor Vester y una hermana menor, Christina. La familia se mudó de Illinois al centro sur de Los Ángeles en 1981. En 1982, cuando Latasha tenía seis años, su padre tomó un trabajo en una fundición de acero mientras su madre trabajaba como camarera en una taberna local. Vivían cerca de la calle 89 y Broadway, a solo unas cuadras de donde Latasha sería asesinada diez años más tarde.
Acoff era conocido por ser abusivo con Crystal, atacándola frente a Latasha y sus hermanos menores. Su inestable matrimonio finalmente terminó en 1983. El 27 de noviembre de 1985, Crystal fue brutalmente asesinada a tiros fuera de un club nocturno de Los Ángeles por Cora Mae Anderson, la nueva novia de Acoff, dejando a Latasha y sus hermanos menores al cuidado de su abuela materna, Ruth Harlins. La muerte de su madre tuvo un impacto devastador en Latasha, quien comenzó a rebelarse y discutir con su abuela y su tía Denise. En el momento de su propia muerte en 1991, Latasha era una estudiante en la Westchester High School. Fue enterrada junto a su madre en Paradise Memorial Park, Santa Fe Springs, California.

## Crimen
La tienda de Ja Du, Empire Liquor, se ubicaba en la intersección de 91st St. y Figueroa Ave, normalmente era atendida por su marido e hijo. Sin embargo, en la mañana del tiroteo, Du estaba trabajando detrás del mostrador y su esposo estaba afuera descansando en la camioneta familiar.
Poco antes de las 10:00 a. m. del sábado 16 de marzo, Harlins entró en la tienda. Du observó a Harlins poniendo una botella de jugo de naranja de $ 1,79 en su mochila. Du concluyó que Harlins estaba tratando de robar y no vio el dinero que Harlins tenía en su mano. Du afirmó haberle preguntado a Harlins si tenía la intención de pagar por el jugo de naranja, a lo que Du afirmó que Harlins respondió: "¿Qué jugo de naranja?" Dos testigos presenciales, Ismail Ali, de 9 años, y su hermana Lakeshia Combs, de 13, cuestionaron esa afirmación, diciendo que Du llamó a Harlins "perra" y la acusó de intentar robar, a lo que afirmaron que Harlins respondió que tenía la intención de pagar por el jugo de naranja. Después de hablar con los dos testigos presenciales presentes y ver la cinta de video del incidente, grabada por una cámara de seguridad de la tienda, la policía concluyó que Harlins tenía la intención de pagar la bebida con el dinero en la mano. La cinta de vídeo mostró que Du agarró a Harlins por su suéter y le arrebató la mochila. Harlins entonces golpeó a Du con su puño dos veces, tirando a Du contra el suelo. Después de que Harlins se alejara, Du enojada le lanzó un taburete. Harlins recogió la botella de jugo de naranja que cayó durante la refriega, Du le arrebató la botella y Harlins se volvió para irse. Du entonces alcanzó debajo del mostrador, recuperó un revólver y disparó a Harlins desde atrás a una distancia de unos tres pies (un metro). El disparo impactó en Harlins en la parte posterior de la cabeza, matándola instantáneamente. El esposo de Du, Billy Heung Ki Du, escuchó el disparo y se apresuró a entrar en la tienda. Después de hablar con su esposa, quien le preguntó por el paradero de Harlins antes de desmayarse, marcó el 911 para reportar un intento de robo.

## Juicio
Pronto Ja Du testificó en su propio nombre, alegando que el tiroteo fue en defensa propia y que ella creía que su vida estaba en peligro. Pero su testimonio fue contradicho por las declaraciones de los dos testigos presentes en ese momento, así como el video de la cámara de seguridad de la tienda, que mostró a Du disparando a Harlins en la parte posterior de la cabeza cuando la adolescente se alejó de Du e iba a salir de la tienda. El informe de balística del Departamento de Policía de Los Ángeles también encontró que la pistola que Du usó fue alterada, de tal manera que requería mucha menos presión sobre el gatillo para disparar que una pistola ordinaria.

### Sentencia
El 15 de noviembre de 1991, un jurado encontró que la decisión de Du de disparar el arma estaba totalmente bajo su control y que lo hizo voluntariamente. El jurado la declaró culpable de homicidio voluntario, un delito que conlleva una pena máxima de prisión de 16 años. Sin embargo, la jueza Joyce Karlin conmutó la pena a cinco años de libertad condicional, 10 años de prisión suspendida, 400 horas de servicio comunitario y una multa de US$500.
La jueza argumentó que había circunstancias atenuantes en la muerte de Harlins, aclaró que Du disparó bajo provocación y coacción extremas; por lo que la capacidad para actuar racionalmente en la situación fue socavada por su experiencia con robos pasados y consideró poco probable que la procesada volviera a cometer un delito grave. Ella declaró: «¿Reaccionó la Sra. Du de manera inapropiada? absolutamente. Pero, ¿era comprensible esa reacción? Creo que sí. (...) este no es un momento para la venganza y no importa la sentencia que imponga este tribunal, la señora Du será castigada todos los días por el resto de su vida».

### Corte de Apelaciones de California
El 21 de abril de 1992, casi una semana antes de los disturbios de Los Ángeles, el tribunal estatal de apelaciones confirmó por unanimidad (3-0) la sentencia de la jueza Karlin. En julio de ese año, la familia Harlins recibió $300.000 como indemnización.

## Efectos
El incidente y la reducción de la sentencia por parte del tribunal exacerbaron las tensiones existentes entre los residentes afroamericanos y los comerciantes asiático-estadounidenses en el centro-sur de Los Ángeles. Esas tensiones fueron interpretadas más tarde por algunos miembros del público y activistas como uno de los catalizadores de los disturbios de Los Ángeles de 1992. La oficina del alcalde de Los Ángeles estimó que el 65 por ciento de todos los negocios vandalizados durante los disturbios eran de propiedad coreana. El 17 de agosto de 1991, mientras Du estaba esperando juicio, un pequeño incendio ocurrió en su tienda.
Durante los disturbios de 1992, la tienda de Du fue saqueada e incendiada y nunca reabrió. La propiedad más tarde se convirtió en un mercado bajo otro dueño.

### Relaciones entre coreanos y afroamericanos
Después del tiroteo de Latasha Harlins, ampliamente publicitado, las relaciones entre las comunidades negra y coreana continuaron deteriorándose rápidamente. A pesar de la intervención de los líderes de ambas comunidades, el tiempo después de la muerte de Latasha Harlins fue categorizado por boicots, debate tenso, amargura, cócteles molotov y más asesinatos en tiendas de conveniencia.
Pero, si bien las tensiones fueron aumentadas exponencialmente debido a la muerte de Harlins, el conflicto existía desde antes en la comunidad. Los dueños de tiendas de inmigrantes coreanos tenían una presencia creciente en hasta entonces comunidades negras desde antes de los años 1970. Desde entonces, han sido blanco de la ira tanto de los dueños de tiendas negros como de los clientes negros, con reclamos de competencia desleal de cualquiera de los grupos que dicen que los propietarios de tiendas coreanos rebajan los precios excesivamente. En 1984 se publicó un editorial en un periódico de la comunidad negra instando a boicotear las tiendas coreanas, diciendo que cualquier persona negra que fuera a sus tiendas era un traidor.
Durante los disturbios de 1992, más de dos mil tiendas coreanas fueron quemadas o saqueadas. Afortunadamente, estas tensiones étnicas no dieron lugar a violencia a gran escala desde entonces, pese a que la relación entre los coreanos y la comunidad negra sigue siendo tensa.

### Disturbios de Los Ángeles en 1992
Si bien el evento en sí fue una tragedia, a ojos de muchos en la comunidad negra fue que Soon Ja Du no recibió ningún tiempo en la cárcel por su flagrante crimen. Mientras que el jurado declaró culpable a Du de homicidio involuntario, la conmutación de la jueza Karlins asentó un precedente peligroso. La sentencia de Soon Ja Du reflejó inquietantemente la de los agentes de policía que golpearon a Rodney King. En ambos casos, había evidencia de video concreta que representaba irregularidades y en ambos casos, los acusados no cumplieron ningún tiempo en la cárcel.
Después de que se dictó el veredicto en el caso de King, se produjo un gran motín en Los Ángeles; la gente protestando en cólera por el error judicial para las víctimas negras y la desigualdad racial. Casos como el de Latasha Harlins alimentaron la ira y demostraron injusticias contra la gente negra, que finalmente condujeron a los disturbios.

### Reputación de la jueza Karlin
El fallo de Karlin llevaron al fiscal de distrito del condado de Los Ángeles, Ira Reiner, a instruir a sus adjuntos para prohibir efectivamente que la jueza interviniera en casos; invocando un estatuto para destituir a un juez por cualquier razón. Se justificó diciendo: «fue un error judicial tan impresionante, que la jueza Karlin no puede continuar juzgando casos penales con credibilidad pública».

## Representación en cultura
El legendario artista Tupac Shakur, tomó nota de la muerte de Harlins y en 1993 le realizó la canción Keep Ya Head Up. 2Pac no la olvidó y la citó frecuentemente en sus canciones, como: Something 2 Die 4 (Interlude), Thugz Mansion, I Wonder If Heaven Got a Ghetto, White Mans World, Hellrazor y N.I.G.G.A.
El rapero Ice Cube publicó una canción sobre el incidente titulada Black Korea.

### Literatura
La novela de Steph Cha, Your House Will Pay, se centra en las secuelas del asesinato de una joven afroestadounidense de 16 años en el centro-sur de Los Ángeles. Es un relato ficticio de la muerte de Harlins y los efectos tanto en su familia como en la familia del tirador.
Zafiro, en su libro Sueño Americano, escribió el poema Strange Juice dando voz a la chica asesinada.
La novela debut de Adaeze Nkechi Nwosu, Heal the Hood, trata sobre los disturbios de Los Ángeles de 1992. El asesinato de Latasha Harlins es mencionado y referenciado varias veces en la novela como una de las causas.

### Cine y televisión
La película de 2017 Kings, dirigida por Deniz Gamze Ergüven y con las interpretaciones de Halle Berry y Daniel Craig, cuenta y muestra el crimen.
El cortometraje documental A Love Song for Latasha, dirigido por Sophia Nahli Allison, retrata la vida de la adolescente. Fue nominado al Óscar al mejor documental corto en la edición 93 de los Premios.